# ミンスク公国

ミンスク公国
Менскае княства

ミンスク公国（ベラルーシ語: Менскае княства）は、ミンスクを首都として、1101年から15世紀初頭まで存在したルーシの分領公国である。

## 歴史
1101年、ポロツク公フセスラフが死ぬと、ポロツク公国はフセスラフの子らによって6（または7）の分領公国へと分割された。その中の1つであり、グレプの所領となったミンスク公国は、シヴィスラチ川、ドルツィ川、ベレジナ川（ビャレジナ川）流域を領土としており、当初はミンスクの他に、ボリソフ（現Барысаў / バルィサウ）、ロゴジュスク（現Лагойск / ラホイスク）も領域に含んでいた。また一部の研究者によれば、ドルツク、イジャスラヴリ（現Заслаўе / ザスラウエ）をも領有していたという。いずれにせよ、これらの諸都市は後にそれぞれが分領公国の首都となった（ロゴジュスク公国、ドルツク公国、イジャスラヴリ公国）。
グレプはその統治期において、他の兄弟たちの所領となった諸公国を手中に収めようとしたため、ミンスク公国もまた、何度かの激しい侵略を受けた。1119年にキエフ大公ウラジーミル・モノマフがポロツクの地への遠征を行った際にグレプは捕虜となり、その後まもなく死亡した。グレプの継承者は不明である。
グレプ以後のミンスク公国に関する言及は相当に断片的である。その残された記録によれば、1146年にはミンスク公にグレプの子のロスチスラフが就いた。ロスチスラフとその後継者たちは、ドルツク公、ヴィテプスク公に対する戦いを遂行した。また、1164年にはロスチスラフの兄弟のヴォロダリがリトヴィン人(ru)の助けを借りて、ポロツク公ログヴォロドを破った。この勝利はポロツク公国からの独立性を強めた。
13世紀の後半になると、ミンスク公国に対するリトアニア大公の影響力が増加し、最終的にはミンスク公はリトアニア大公国の封臣となった。ミンスク公に関する最後の言及は、1326年のヴァシリーという人物についてのものであるが、この人物の出自は明確ではない。またこの1326年までには、ミンスク公国はリトアニア大公ゲディミナスの従属下に入った。
1413年、ミンスク公国はリトアニア大公国のミンスク・ヴォエヴォドストヴォ(ru)に改編された。